# Phytocoris
Genre
Synonymes
- Callodemas Uhler in Gillette & Baker, 1895[2]
- Callodemus Uhler, 1895[2]
- Dionyza Distant, 1892[2]
- Ecertobia Reuter, 1909[2]
- Pallacocoris Reuter, 1876[2]

Phytocoris est un genre d'insectes de la famille des Miridae (punaises).

## Liste d'espèces
Selon ITIS (21 juillet 2020) :
- Phytocoris acaciae Knight, 1974
- Phytocoris adenostomae Stonedahl, 1985
- Phytocoris adustus Stonedahl, 1988
- Phytocoris aesculinus Stonedahl, 1988
- Phytocoris alamogordo Stonedahl, 1988
- Phytocoris albellus Knight, 1934
- Phytocoris albicuneatus Stonedahl, 1988
- Phytocoris albidopictus Knight, 1961
- Phytocoris albidosquamus Knight, 1968
- Phytocoris albifacies Knight, 1926
- Phytocoris albifrons Knight, 1968
- Phytocoris albitylus Knight, 1926
- Phytocoris alboscutellatus Knight, 1968
- Phytocoris alpestris Stonedahl, 1988
- Phytocoris alpinus Kelton, 1979
- Phytocoris americanus Carvalho, 1959
- Phytocoris angustatus Knight, 1961
- Phytocoris angusticollis Knight, 1925
- Phytocoris angustifrons Knight, 1926
- Phytocoris annulicornis (Reuter, 1876)
- Phytocoris antennalis Reuter, 1909
- Phytocoris apache Knight, 1928
- Phytocoris argus Stonedahl, 1988
- Phytocoris aridus Stonedahl, 1988
- Phytocoris arizonensis Stonedahl, 1988
- Phytocoris arundinicola Knight, 1941
- Phytocoris atriscutum Stonedahl, 1988
- Phytocoris auranti Stonedahl, 1988
- Phytocoris aurora Van Duzee, 1920
- Phytocoris avius Stonedahl, 1995
- Phytocoris baboquivari Stonedahl, 1988
- Phytocoris bakeri Reuter, 1909
- Phytocoris balli Knight, 1926
- Phytocoris beameri Stonedahl, 1988
- Phytocoris becki Knight, 1968
- Phytocoris belfragei Stonedahl, 1995
- Phytocoris berbericola Stonedahl, 1988
- Phytocoris bituberis Stonedahl, 1988
- Phytocoris biumbonatus Stonedahl, 1995
- Phytocoris borealis Knight, 1968
- Phytocoris borregoi Stonedahl, 1988
- Phytocoris breviatus Knight, 1968
- Phytocoris brevicornis Knight, 1968
- Phytocoris brevifurcatus Knight, 1920
- Phytocoris brevisetosus Stonedahl, 1988
- Phytocoris breviusculus Reuter, 1876
- Phytocoris brimleyi Knight, 1974
- Phytocoris brooksi Kelton, 1979
- Phytocoris broweri Knight, 1920
- Phytocoris buenoi Knight, 1920
- Phytocoris californicus Knight, 1968
- Phytocoris calli Knight, 1934
- Phytocoris calvus Van Duzee, 1920
- Phytocoris canadensis Van Duzee, 1920
- Phytocoris candidus (Van Duzee, 1918)
- Phytocoris canescens Reuter, 1909
- Phytocoris carnosulus Van Duzee, 1920
- Phytocoris caryae Knight, 1923
- Phytocoris catalinae Stonedahl, 1988
- Phytocoris ceanoticus Stonedahl, 1988
- Phytocoris cercocarpi Knight, 1928
- Phytocoris chemehuevi Stonedahl, 1988
- Phytocoris chihuahuanae Stonedahl, 1988
- Phytocoris cienega Stonedahl, 1988
- Phytocoris cinereus Stonedahl, 1988
- Phytocoris cochise Stonedahl, 1988
- Phytocoris commissuralis Van Duzee, 1920
- Phytocoris comulus Knight, 1928
- Phytocoris confluens Reuter, 1909
- Phytocoris coniferales Stonedahl, 1988
- Phytocoris consors Van Duzee, 1918
- Phytocoris conspersipes Reuter, 1909
- Phytocoris conspicuus Johnston, 1930
- Phytocoris conspurcatus Knight, 1920
- Phytocoris coronadoi Stonedahl, 1988
- Phytocoris corticevivens Knight, 1920
- Phytocoris corticola Stonedahl, 1988
- Phytocoris cortitectus Knight, 1920
- Phytocoris cowaniae Stonedahl, 1988
- Phytocoris crawfordi Knight, 1974
- Phytocoris cunealis Van Duzee, 1914
- Phytocoris cuneotinctus Knight, 1925
- Phytocoris davisi Knight, 1923
- Phytocoris decorus (Reuter, 1909)
- Phytocoris decurvatus Knight, 1968
- Phytocoris dentatus Knight, 1974
- Phytocoris denticulatus Stonedahl, 1995
- Phytocoris depictus Knight, 1923
- Phytocoris deserticola Knight, 1927
- Phytocoris desertinus Stonedahl, 1988
- Phytocoris difficilis Knight, 1927
- Phytocoris difformis Knight, 1934
- Phytocoris dimidiatus Kirschbaum, 1855
- Phytocoris diversus Knight, 1920
- Phytocoris dreisbachi Knight, 1974
- Phytocoris dumicola Stonedahl, 1988
- Phytocoris ejuncidus Stonedahl, 1988
- Phytocoris electilis Stonedahl, 1988
- Phytocoris empirensis Knight, 1968
- Phytocoris erectus Van Duzee, 1920
- Phytocoris eurekae Bliven, 1966
- Phytocoris exemplus Knight, 1926
- Phytocoris eximius Reuter, 1876
- Phytocoris falcatus Stonedahl, 1995
- Phytocoris fenestratus Reuter, 1909
- Phytocoris formosus Van Duzee, 1914
- Phytocoris fraterculus Van Duzee, 1918
- Phytocoris fulvipennis Knight, 1928
- Phytocoris fulvus Knight, 1920
- Phytocoris fumatus Reuter, 1909
- Phytocoris fuscipennis Knight, 1934
- Phytocoris fuscosignatus Knight, 1928
- Phytocoris geniculatus Van Duzee, 1918
- Phytocoris guadalupe Stonedahl, 1995
- Phytocoris heidemanni Reuter, 1909
- Phytocoris hettenshawi Bliven, 1956
- Phytocoris hirsuticus Knight, 1968
- Phytocoris hirtus Van Duzee, 1918
- Phytocoris hispidus Stonedahl, 1988
- Phytocoris histriculus Van Duzee, 1920
- Phytocoris hopi Knight, 1928
- Phytocoris huachuca Stonedahl, 1988
- Phytocoris hualapai Stonedahl, 1988
- Phytocoris husseyi Knight, 1923
- Phytocoris hyampom Bliven, 1966
- Phytocoris hypoleucoides Stonedahl, 1988
- Phytocoris imperialensis Stonedahl, 1988
- Phytocoris infuscatus Reuter, 1909
- Phytocoris ingens Van Duzee, 1920
- Phytocoris inops Uhler, 1877
- Phytocoris insulatus Stonedahl, 1988
- Phytocoris intermontanus Stonedahl, 1988
- Phytocoris interspersus Uhler, 1895
- Phytocoris jucundus Van Duzee, 1914
- Phytocoris juliae Stonedahl, 1988
- Phytocoris junceus Knight, 1923
- Phytocoris juniperanus Knight, 1968
- Phytocoris junipericola Knight, 1927
- Phytocoris kahtahbi Bliven, 1966
- Phytocoris kerrvillensis Stonedahl, 1995
- Phytocoris ketinelbi Bliven, 1966
- Phytocoris kiowa Stonedahl, 1988
- Phytocoris knowltoni Knight, 1974
- Phytocoris kuschei Stonedahl, 1988
- Phytocoris lacunosus Knight, 1920
- Phytocoris laevis (Uhler, 1895)
- Phytocoris lasiomerus Reuter, 1909
- Phytocoris laticeps Knight, 1968
- Phytocoris latisquamus Stonedahl, 1988
- Phytocoris lattini Stonedahl, 1988
- Phytocoris leucophaeus Stonedahl, 1988
- Phytocoris lineatus Reuter, 1909
- Phytocoris listi Knight, 1928
- Phytocoris longihirtus Knight, 1968
- Phytocoris luteolus Knight, 1923
- Phytocoris lycii Stonedahl, 1988
- Phytocoris maricopae Stonedahl, 1988
- Phytocoris maritimus Van Duzee, 1920
- Phytocoris megatuberis Stonedahl, 1988
- Phytocoris mellarius Knight, 1925
- Phytocoris mesillae Knight, 1968
- Phytocoris michiganae Knight, 1974
- Phytocoris microfascinum Stonedahl, 1988
- Phytocoris miniatus Knight, 1961
- Phytocoris minituberculatus Knight, 1968
- Phytocoris minuendus Knight, 1968
- Phytocoris minutulus Reuter, 1909
- Phytocoris mirus Knight, 1928
- Phytocoris monophyllae Stonedahl, 1988
- Phytocoris mundus Reuter, 1909
- Phytocoris navajo Stonedahl, 1988
- Phytocoris neglectus Knight, 1920
- Phytocoris nicholi Knight, 1928
- Phytocoris nigricollis Knight, 1923
- Phytocoris nigrifrons Van Duzee, 1920
- Phytocoris nigrisignatus Knight, 1968
- Phytocoris nigrisquamus Stonedahl, 1988
- Phytocoris nigrolineatus Knight, 1968
- Phytocoris nobilis Stonedahl, 1984
- Phytocoris obtectus Knight, 1920
- Phytocoris occidentalis Stonedahl, 1984
- Phytocoris olseni Knight, 1923
- Phytocoris omani Stonedahl, 1988
- Phytocoris onustus Van Duzee, 1920
- Phytocoris oppositus Knight, 1926
- Phytocoris osage Knight, 1953
- Phytocoris osborni Knight, 1928
- Phytocoris pallidicornis Reuter, 1876
- Phytocoris pallidilineatus Stonedahl, 1995
- Phytocoris pectinatus Knight, 1920
- Phytocoris piceicola Knight, 1928
- Phytocoris pinicola Knight, 1920
- Phytocoris pintoi Stonedahl, 1988
- Phytocoris planituberis Stonedahl, 1988
- Phytocoris plenus Van Duzee, 1918
- Phytocoris pleuroimos Henry, 1984
- Phytocoris polhemusi Stonedahl, 1988
- Phytocoris politus Reuter, 1909
- Phytocoris populi (Linnaeus, 1758)
- Phytocoris praealtus Stonedahl, 1988
- Phytocoris presidio Stonedahl, 1988
- Phytocoris proctori Knight, 1974
- Phytocoris pseudonymus Hussey, 1957
- Phytocoris puella Reuter, 1876
- Phytocoris pulchellus Knight, 1934
- Phytocoris pulchricollis Van Duzee, 1923
- Phytocoris purshiae Stonedahl, 1988
- Phytocoris purvus Knight, 1927
- Phytocoris quadriannulipes Knight, 1968
- Phytocoris quercicola Knight, 1920
- Phytocoris quercinus Stonedahl, 1988
- Phytocoris radiatae Stonedahl, 1988
- Phytocoris rainieri Knight, 1920
- Phytocoris ramosus Uhler, 1894
- Phytocoris ravidus Stonedahl, 1995
- Phytocoris relativus Knight, 1968
- Phytocoris reticulatus Knight, 1968
- Phytocoris rolfsi Knight, 1934
- Phytocoris roseipennis Knight, 1934
- Phytocoris roseotinctus Knight, 1925
- Phytocoris roseus (Uhler, 1894)
- Phytocoris rosillos Stonedahl, 1995
- Phytocoris rostratus Knight, 1968
- Phytocoris rubellus Knight, 1926
- Phytocoris rubrimaculatus Stonedahl, 1988
- Phytocoris rubrocuneatus Stonedahl, 1988
- Phytocoris rubroornatus Knight, 1961
- Phytocoris rubropictus Knight, 1923
- Phytocoris rufoscriptus Van Duzee, 1914
- Phytocoris rufus Van Duzee, 1912
- Phytocoris sacramento Stonedahl, 1988
- Phytocoris sagax Van Duzee, 1920
- Phytocoris salicis Knight, 1920
- Phytocoris sanbernardino Stonedahl, 1988
- Phytocoris sangabriel Stonedahl, 1988
- Phytocoris sanjoaquin Stonedahl, 1988
- Phytocoris schaffneri Stonedahl, 1988
- Phytocoris schotti Knight, 1926
- Phytocoris schuhi Stonedahl, 1988
- Phytocoris schuylkillensis Henry, 1974
- Phytocoris schwarzi Stonedahl, 1988
- Phytocoris seminotatus Knight, 1934
- Phytocoris sewardi Bliven, 1966
- Phytocoris shoshoni Stonedahl, 1988
- Phytocoris signatipes Knight, 1926
- Phytocoris simulatus Knight, 1928
- Phytocoris solano Stonedahl, 1988
- Phytocoris sonorensis Van Duzee, 1920
- Phytocoris spicatus Knight, 1920
- Phytocoris squamosus Knight, 1934
- Phytocoris stellatus Van Duzee, 1920
- Phytocoris stitti Knight, 1961
- Phytocoris strigosus Knight, 1925
- Phytocoris suavis (Reuter, 1876)
- Phytocoris sublineatus Knight, 1968
- Phytocoris sulcatus Knight, 1920
- Phytocoris taxodii Knight, 1926
- Phytocoris tehachapi Stonedahl, 1988
- Phytocoris tenerum Stonedahl, 1988
- Phytocoris tenuis Van Duzee, 1920
- Phytocoris texanus Knight, 1961
- Phytocoris tibialis Reuter, 1876
- Phytocoris tiliae (Fabricius, 1777)
- Phytocoris tillandsiae Johnston, 1935
- Phytocoris tobrendae Stonedahl, 1988
- Phytocoris torridus Stonedahl, 1988
- Phytocoris tricinctipes Knight, 1968
- Phytocoris tricinctus Knight, 1968
- Phytocoris tuberculatus Knight, 1920
- Phytocoris tucki Knight, 1953
- Phytocoris tumidifrons Stonedahl, 1995
- Phytocoris ulmi (Linnaeus, 1758)
- Phytocoris umbrosus Knight, 1928
- Phytocoris uniformis Knight, 1923
- Phytocoris usingeri Stonedahl, 1988
- Phytocoris utahensis Knight, 1961
- Phytocoris validus Reuter, 1909
- Phytocoris vanduzeei Reuter, 1912
- Phytocoris varipes Boheman, 1852
- Phytocoris varius Knight, 1934
- Phytocoris vau Van Duzee, 1912
- Phytocoris ventralis Van Duzee, 1912
- Phytocoris venustus Knight, 1923
- Phytocoris vinaceus Van Duzee, 1917
- Phytocoris viridescens Knight, 1961
- Phytocoris yavapai Stonedahl, 1988
- Phytocoris yollabollae Bliven, 1956
- Phytocoris yuma Knight, 1961
- Phytocoris yuroki Bliven, 1954

### Espèces fossiles
Selon Paleobiology Database, en 2022, le nombre d'espèces fossiles s'établit à cinq :
- †Phytocoris balticus Germar and Berendt 1856
- †Phytocoris euglotta Germar and Berendt 1856
- † Phytocoris merus Germar and Berendt 1856
- †Phytocoris poissoni Théobald 1937
- †Phytocoris sendelii Germar and Berendt 1856